# Политбюро ЦК КПК 18-го созыва
Политбюро ЦК КПК, избранное в ноябре 2012 года на первом Пленуме ЦК КПК 18-го созыва, избранного XVIII съездом КПК.
Члены Политбюро, помимо членов его посткома, в порядке возрастания количества черт в иероглифе фамилии, жирным шрифтом выделены избранные в состав следующего 19-го созыва, подчёркнуты, за исключением всех членов посткома, члены предыдущего 17-го созыва:
Постком
1. Си Цзиньпин (кит. 习近平, 1953 г. р.), генсек ЦК КПК с 2012 года, председатель КНР с 2013 года, председатель ЦВС (КПК с 2012, КНР с 2013), член Посткома Политбюро и секретарь ЦК (первый по перечислению) 17 созыва, член ЦК с 16 созыва (кандидат 15 созыва).
2. Ли Кэцян (кит. 李克强, 1955 г. р.), премьер Госсовета КНР с 2013 года, член Посткома Политбюро 17 созыва, член ЦК с 15 созыва.
3. ВСНП Чжан Дэцзян (кит. 张德江, 1946 г. р.), председатель ПК ВСНП с 2013 года, член Политбюро с 16 созыва, член ЦК с 15 созыва (кандидат 14 созыва).
4. Юй Чжэншэн (кит. 俞正声, 1945 г. р.), председатель ВК НПКСК с 2013 года, член Политбюро с 16 созыва, член ЦК с 15 созыва (кандидат 14 созыва).
5. Лю Юньшань (кит. 刘云山, 1947 г. р.), секретарь ЦК (первый) 18 созыва, ректор Партийной школы при ЦК и председатель Центральной комиссии КПК по руководству деятельностью в области укрепления духовной культуры с января 2013 года, член Политбюро и секретарь ЦК с 16 созыва, член ЦК с 15 созыва (кандидат 12 и 14 созывов).
6. Ван Цишань (кит. 王岐山, 1948 г. р.), секретарь Центральной комиссии КПК по проверке дисциплины с 2012 года, член Политбюро 17 созыва, член ЦК c 16 созыва (кандидат 15 созыва).
7. Чжан Гаоли (кит. 张高丽, 1946 г. р.), 1-й вице-премьер Госсовета КНР с 2013 года, член Политбюро 17 созыва, член ЦК с 16 созыва (кандидат 15 созыва).

Остальные члены
- Ма Кай (кит. 马凯, 1946 г. р.), 4-й по рангу вице-премьер Госсовета КНР с 2013 года, член ЦК с 16 созыва.
- Ван Хунин (кит. 王滬寧, 1955 г. р.), директор Центра политических исследований при ЦК КПК с 2002 года, секретарь ЦК 17 созыва, кандидат в члены ЦК 16 созыва.
- Лю Яньдун (кит. 刘延东, жен., 1945 г. р.), 2-й по рангу вице-премьер Госсовета КНР с 2013 года, член Политбюро 17 созыва, член ЦК с 16 созыва (кандидат 15 созыва).
- Лю Цибао (кит. 劉奇葆, 1953 г. р.), секретарь ЦК 18 созыва, заведующий Отделом пропаганды ЦК КПК с 2012 года, член ЦК с 17 созыва (кандидат 16 созыва).
- Сюй Цилян (кит. 许其亮, 1950 г. р.), заместитель председателя Центрального военного совета (КПК с 2012, КНР с 2013), член ЦК с 16 созыва (кандидат с 14 созыва).
- Сунь Чуньлань (кит. 孫春蘭, жен., 1950 г. р.), глава Тяньцзиньского горкома КПК с 2012 по 2014 год, с 2014 года завотделом единого фронта ЦК, член ЦК с 17 созыва (кандидат с 15 созыва).
- Сунь Чжэнцай (кит. 孫政才, 1963 г. р.), глава Чунцинского горкома КПК с 2012 года, член ЦК с 17 созыва (в июле 2017 года отстранен от должности).
- ВСНП Ли Цзяньго (кит. 李建国, 1946 г. р.), 1-й зампред ПК ВСНП и председатель Всекитайской федерации профсоюзов с 2013 года, член ЦК с 15 созыва (кандидат с 14 созыва).
- Ли Юаньчао (кит. 李源潮, 1950 г. р.), заместитель Председателя КНР с 2013 года, член Политбюро и секретарь ЦК 17 созыва, кандидат в члены ЦК 16 созыва.
- Ван Ян (кит. 汪洋, 1955 г. р.), 3-й по рангу вице-премьер Госсовета КНР с 2013 года, член Политбюро 17 созыва, кандидат в члены ЦК 16 созыва.
- Чжан Чуньсянь (кит. 張春賢, 1953 г. р.), глава парткома КПК Синьцзян-Уйгурского автономного района с 2010 по 2016 год, член ЦК с 16 созыва.
- Фань Чанлун (кит. 范长龙, 1947 г. р.), заместитель председателя Центрального военного совета (КПК с 2012, КНР с 2013), член ЦК с 17 созыва (кандидат 16 созыва).
- Мэн Цзяньчжу (кит. 孟建柱, 1947 г. р.), секретарь Политико-юридической комиссии ЦК КПК с 2012 года, член ЦК с 16 созыва (кандидат 15 созыва).
- Чжао Лэцзи (кит. 趙樂際, 1957 г. р.), секретарь ЦК 18 созыва, заведующий Организационным отделом ЦК КПК с 2012 года, член ЦК с 16 созыва.
- Ху Чуньхуа (кит. 胡春華, 1963 г. р.), глава Гуандунского провинциального парткома КПК с декабря 2012 года, член ЦК с 17 созыва.
- Ли Чжаньшу (кит. 栗战书, 1950 г. р.), начальник Канцелярии ЦК КПК с сентября 2012 года, секретарь ЦК 18 созыва, кандидат в члены ЦК 16—17 созывов — единственный, кто попал в данный состав Политбюро, минуя полноправное членство в ЦК предыдущего созыва[1].
- Го Цзиньлун (кит. 郭金龍, 1947 г. р.), глава Пекинского горкома КПК с июля 2012 года по май 2017 года, член ЦК с 16 созыва (кандидат 15 созыва).
- Хань Чжэн (кит. 韩正, 1954 г. р.), глава Шанхайского горкома КПК с 2012 года, член ЦК с 16 созыва.

Из семи секретарей ЦК 18 созыва четверо стали членами Политбюро, и из них один Лю Юньшань — членом Посткома Политбюро, остальные трое: завотделом пропаганды ЦК Лю Цибао, заворготделом ЦК Чжао Лэцзи и начальник Канцелярии ЦК Ли Чжаньшу.
Как и предыдущее Политбюро 17-го созыва, Политбюро 18 созыва насчитывало 25 полноправных членов, из которых:
- 10 входили в состав предыдущего 17-го созыва (в котором подобных было 16). Из них — для троих это стал уже третий срок, при этом все трое не являлись ранее членами Посткома, но стали ими 18-го созыва (Лю Юньшань, Чжан Дэцзян, Юй Чжэншэн). Трое из этих десяти (см. далее) переизберутся и в следующий созыв (причём в постком).
- Десятеро будут переизбраны в состав следующего 19-го созыва, что для троих из них станет третьим сроком: это двое, уже являющиеся членами Посткома Политбюро (Си Цзиньпин и Ли Кэцян), а третий, также как и они — станет им в следующем созыве (Ван Ян).
- Двое, Лю Цибао и Чжан Чуньсянь — станут лишь членами ЦК следующего, 19 созыва[2]. При этом даже вне него окажется Ли Юаньчао, единственным оставшимся, кому бы иное позволяли возрастные ограничения[3].
- Две женщины — Лю Яньдун и Сунь Чуньлань.
- Наиболее молодые — 1963 г. р. — Сунь Чжэнцай и Ху Чуньхуа, самые пожилые — 1945 г. р. — Юй Чжэншэн и Лю Яньдун.

Единственным членом Политбюро 18 созыва, досрочно лишившимся своих полномочий, стал Сунь Чжэнцай, исключенный в 2017 году.
Семеро являлись членами Политбюро 18 созыва, не избиравшимися членами Политбюро ранее или позже. Это: Ма Кай, Лю Цибао, Сунь Чжэнцай, Ли Цзяньго, Чжан Чуньсянь, Фань Чанлун, Го Цзиньлун. При этом Лю Цибао и Чжан Чуньсянь сохранили своё членство в ЦК следующего, 19 созыва, остальные же не могли переизбраться из-за возрастных ограничений — за исключением лишившегося членства досрочно Сунь Чжэнцая.
Единственным, кто попал в данный состав Политбюро, минуя полноправное членство в ЦК предыдущего созыва, стал Ли Чжаньшу.
Более трех четвертей членов Политбюро (19 из 25) работали руководителями провинциального уровня (то есть главами парткомов, губернаторами или мэрами).